# Samia
Samia je ženské křestní jméno. Jehož původ je v arabštině znamenající důležitá, nádherná, nejvyšší nebo ta, která umí naslouchat. Další formou jména je Samiya nebo Samya.
Varianta Sami znamená šťastný v indiánském jazyce Quechua.

## Známé nositelky
- Samia Smith, britská herečka
- Samia Shoaib, pákistánská herečka a humanistka
- Samia Finnerty, dcera americké herečky Kathy Najimy
- Samia Massery-Najimy, matka herečky Kathy Najimy
- Samia Gamal, egyptská tanečnice
- Samia Akbar, sprinter
- Samia Khan